# チポトレ・メキシカン・グリル

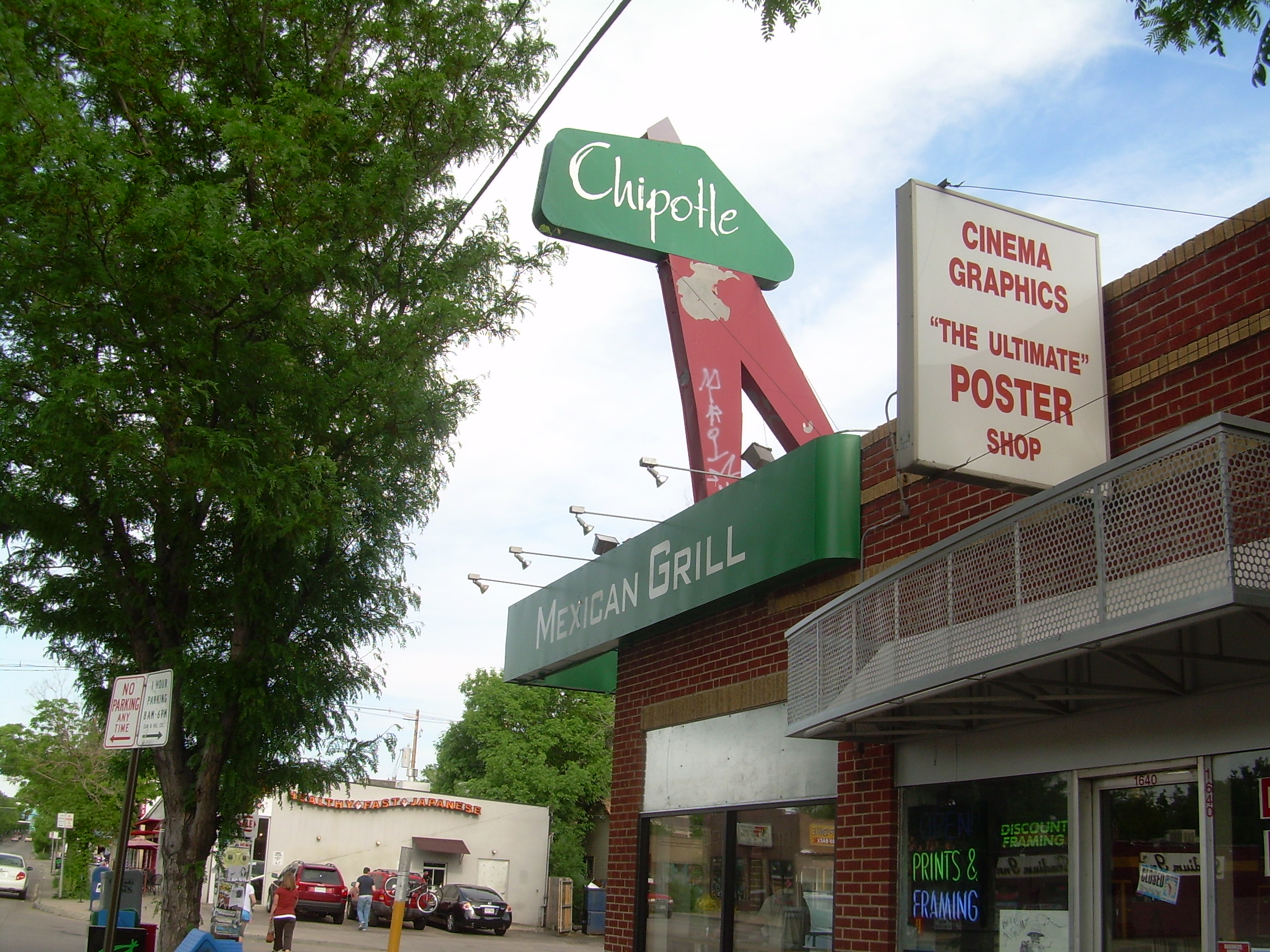
チポトレ・メキシカン・グリル

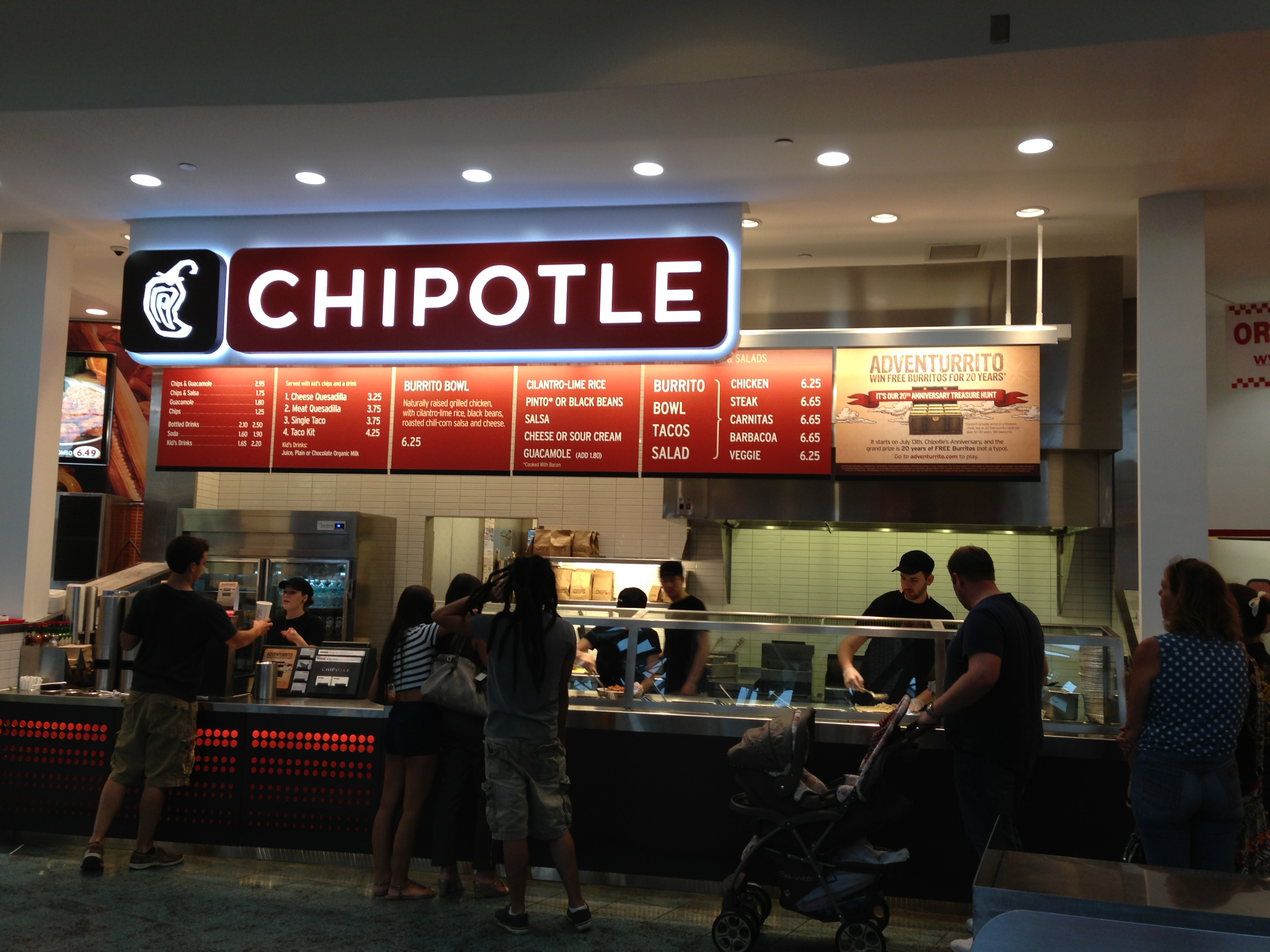
フロリダ州ブランドンの店舗（2013年）

チポトレ・メキシカン・グリル (Chipotle Mexican Grill) は、アメリカ合衆国をはじめ、イギリス、カナダ、ドイツ、フランスなどに展開するメキシコ料理レストランチェーンである。一般にはチポトレと略される。店名は、メキシコの香辛料である「チポトレ（燻製唐辛子）」に由来する。

## 概要
1993年にデンバーに1号店を開業。2023年現在、米国内の3,000店舗超。「ファストカジュアル」カテゴリのチェーン店では全米で最大級の店舗数を誇る。
主にタコスやブリトーといったメニューがある。社名は、チポトレに由来する。東南アジア料理の部門としてショップハウス・サウスイースト・アジアン・キッチン を有していた（2017年に事業終了）。

## 歴史
チポトレの創業者はコロラド州出身のスティーブ・エルズ。エルズは世界最高レベルの料理大学「カリナリー・インスティテュート・オブ・アメリカ」で学び、卒業後はサンフランシスコの高級レストラン「Stars」で副料理長として働いた。
1993年、デンバーに開業した1号店は、本来は高級レストラン開業の資金を得るための試みだったが、「ファストフードのスピードで質の高い料理を提供する」というエルズのアイデアが受け入れられ、チポトレを拡大する方向へと転換した。その後、マクドナルドからの出資を受けて成長し、2006年にニューヨーク証券取引所に上場を果たした。
2015年から2016年にかけて、チポトレはアメリカ各地の店舗で大腸菌、ノロウイルス、サルモネラ菌などによる複数の食中毒事件を起こし、大きな社会問題となった。全米で数百人が体調不良を訴え、チポトレは一時的に全店舗を閉鎖して衛生管理の見直しと従業員研修を実施した。これによりブランドイメージは大きく損なわれ、業績と株価に深刻な影響を及ぼした。
2018年にはタコベル元CEOのブライアン・ニコルを新CEOに迎え、食品安全対策の強化やモバイル注文専用のドライブスルー（チポトレーン）の導入などを実施した。これらの施策が奏功し、チポトレは業績を回復させ、再び成長軌道に乗った。創業者のエルズは2020年に経営から退いたが、保有株の上昇によりエルズの資産は10億ドル（約1500億円）に達しビリオネアの1人となった。

## 店舗
米国外では50を超える海外店舗を所有・経営。
- アメリカ
- カナダ
- イギリス
- フランス
- ドイツ
- クウェート[17][18]
- ドバイ（予定）

## ギャラリー
メニューの一例